# Sarah Turine
Sarah Turine (Uccle, 13 ottobre 1973) è una politica belga, membro del partito ecologico Ecolo.

## Biografia
È una storica dell'arte e l'islamologa, si è laureata all'Université catholique de Louvain.
Dopo la laurea, ha lavorato in Palestina dal 1997 al 1999 presso il Centro culturale francese di Nablus e l'Università di Nablus. Ha poi lavorato in Vietnam dal 1999 al 2000 presso il liceo francese di Saigon. Tornata in Belgio, ha lavorato presso Oxfam-Solidarité dal 2001 al 2007.
Nel 2009 è stata eletta al Parlamento di Bruxelles e al Parlamento della Comunità francofona. Lì si dimise, in linea con le regole del partito, quando nel dicembre dello stesso anno prese con Jean-Michel Javaux la co-presidenza all'Ecolo, in successione a Isabelle Durant.
Nel 2012, Javaux e Turine sono stati succeduti come presidenti da Olivier Deleuze e Emily Hoyos.
Era la segretaria politica e il copresidente federale di Ecolo a Bruxelles. Dal 2012 è assessore comunale presso Molenbeek-Saint-Jean, responsabile delle politiche giovanili, della coesione sociale e del dialogo interculturale.
Nell'ottobre 2017 ha pubblicato un libro dal titolo "Molenbeek, miroir du monde. Au coeur d'une action politique", pubblicato da Luc Pire. Essa testimonia la sua azione di assessore, in particolare nel contesto successivo agli attacchi del novembre 2015 a Parigi.
Durante gli anni '90, è stata violinista come membro del gruppo musicale new wave La Vierge du chancelier Rolin. Nel gennaio 2017, il gruppo ha annunciato la sua riformazione per alcuni concerti.